# Снятын
Сня́тын или Сня́тин (укр. Сня́тин) — город в Ивано-Франковской области Украины. Входит в Коломыйский район. Административный центр Снятынской городской общины. До 2020 года был административным центром упразднённого Снятынского района.

## История
Снятин впервые упоминается в Ипатьевской летописи под 1158 годом. Название города происходит от имени его владельца — воеводы Константина (Коснятина) Сирославовича, знатного боярина при дворе галицкого князя Ярослава Осмомысла.
Буква «К» в начале имени и названия начала редуцироваться уже в XII веке, о чём известно по Новгородской берестяной грамоте № 1139.
После перехода Галиции под власть польского короля Казимира III (1349) Снятин стал центром староства. Первым старостой был Отто Ходечский. Долгое время старостами в Снятине были представители шляхтичей Бучацких, в частности, Михал «Мужило» Бучацкий, его сын Михал, внук Давид.
Город со временем превращается в важный торговый центр с ежегодными ярмарками, а в 1448 году получает Магдебургское право.
В 1457 году беглые повстанцы под руководством Лева захватили Снятин, но вскоре потерпели поражение.
В 1490—1492 годы город оказывается в зоне нового крестьянского восстания под предводительством Ивана Мухи (некоторые историки считают местным выходцем). Летом 1490 у города Рогатин королевскими войсками были разбиты основные силы повстанцев, а остатки их, во главе с Мухой, отступили на Покутье в районы Коломыя и Снятина, а затем в леса Северной Буковины.
В 1498, 1520—1524, 1589, 1594 и 1621 годах на Снятин совершались военные походы татар.
Согласно привилегии Сигизмунда III от 1628 года, в Снятине разрешено было селиться «лицам всякого состояния и народа».
В 1646 году мещане Снятин поднялись на акции протеста из-за отнятия старостой Петром Потоцким остатков вольностей мещан (выслали делегацию к королю с жалобой на него и подстаросту Марцина Кобилянского). Отказываясь платить налоги старосте, часть снятинциев переселилась на другой берег Прута, 5 августа 1646 под руководством Василия Цинты получили местную церковь. Ситуацию изменили волосские драгуны П. Потоцкого. После возвращения делегации снятинцы с королевским Глейта от мести старосты на 6 месяцев повстанцы 2 ноября овладели городом с ратушей, заставили советников отказаться от присяги старосты. Зачинщика восстания Василия Цинту поймали драгуны Потоцкого, а вскоре завладели и городом. Король Владислав IV издал универсал для повстанцев, которым приказывал повиноваться Потоцкому, пока суд не рассмотрит спор. Было заключено соглашение, по которому взамен 1000 золотых на содержание гарнизона мещане будут свободными от воинской повинности.
Во времена Хмельничины в окрестностях Снятина действовали повстанческие отряды Леся Березовского, Никиты Горбачека, Григория Угорницкого. В 1665 году повстанцы штурмом захватили город и разрушили новый замок.
Снятин был расположен на границе с Молдавским княжеством, поэтому именно здесь действовала главная таможня на Молдавском торговом пути. В конце XVI века в Снятине проживали ремесленники 15 профессий. Развитию ремёсел способствовали армяне, которые начали заселять город с 1628 года, а развитию сельского хозяйства способствовали немцы, прибывшие из Баварии, Бадена, Вюртемберга, Нассау в 1777—1787 годы после того, как 1772 году по первому разделу Польши Галиция попала под власть Габсбургов, под которой находилась до 1918 года. До 1939 года Снятин был центром округа.
В марте 1881 года священник Теофил Кобринский организовал в Снятине первую украинскую читальню, которая 1899 году превратилась в филиал общества «Просвита». В последующие годы на территории Снятинщины возникают общества «Сечь», «Боян», «Союз украинок». В начале XX века на местных сходах дважды выступал Иван Франко. В 1903 город посетил классик украинской музыки Николай Лысенко.
6 июля 1941 года советские органы и войска оставили город, оккупирован германскими войсками.
29 марта 1944 года, в ходе Проскуровско-Черновицкой операции, советские 1-го Украинского фронта окончательно войска вытеснили гитлеровские войска:
- 1-й танковой армии в составе: 40-й гв. тбр (полковник Кошелев, Иван Андреевич) 11-го гв. танкового корпуса (генерал-лейтенант т/в Гетман, Андрей Лаврентьевич).[4]

## Население
В январе 1989 года численность населения составляла 11 213 человек.
На 1 января 2013 года численность населения составляла 10 106 человек.
| 2001    | 2003    | 2004    | 2005    | 2006    | 2007    | 2008    | 2009    | 2010    | 2011    |
| ------- | ------- | ------- | ------- | ------- | ------- | ------- | ------- | ------- | ------- |
| ↘11 200 | ↘11 020 | ↘10 479 | ↘10 305 | ↘10 267 | ↘10 218 | ▬10 218 | ↘10 175 | ↘10 161 | ↘10 156 |
| 2012    | 2013    | 2014    | 2015    | 2016    | 2017    | 2018    | 2019    | 2020    | 2021    |
| ↘10 106 | ↘10 102 | ↘10 083 | ↗10 100 | ↘10 018 | ↘9 965  | ↘9 942  | ↘9 905  | ↘9 844  | ↘8 972  |
| 2022    |         |         |         |         |         |         |         |         |         |
| ↘9 718  |         |         |         |         |         |         |         |         |         |

### Языковой состав
Родной язык населения по данным переписи 2001 года:
| Язык       | Численность, чел. | Доля     |
| ---------- | ----------------- | -------- |
| Украинский | 10 079            | 98,72 %  |
| Другое     | 131               | 1,28 %   |
| Итого      | 10 210            | 100,00 % |

## Достопримечательности
- Снятинская ратуша — одна из самых высоких на Украине (высота башни — 50 метров). Её строительство началось в 1861 году и продолжалось почти 40 лет
- Церкви XVIII века и 1838
- Костёл с колокольней
- Армянская церковь Успения Пресвятой Богородицы XVIII в.
- Русовский литературно-мемориальный музей Василия Стефаника (открытый 1941 года)
- Памятник Василию Стефанику (писатель большую часть жизни прожил в с. Русов Снятинского района)
- Литературно-мемориальный музей Марка Черемшины в доме, где он жил и работал в 1912—1927 гг (открытый 1949 года)
- Могила Марка Черемшины на местном кладбище
- Памятник Марку Черемшине
- Художественно-мемориальный музей Василия Касияна
- Памятник Василию Касияну

## Галерея
|        |                   |                             |                             |                         |
| Ратуша | На улице Шевченко | Церковь Вознесения Господня | Костёл Пресвятой Девы Марии | Церковь Святого Михаила |

## Экономика
На реке Прут расположена Снятинская ГЭС мощностью 800 кВт, которая была построена в 1959 году и восстановлена в 2005.

## Известные люди
- Бобошко, Вера Юрьевна — украинская спортсменка-пауэрлифтер.
- Ганкевич, Николай Юлианович — украинский политик.
- Голота, Пётр Иванович — украинский советский писатель, поэт, публицист, журналист, художник.
- Марко Черемшина — украинский писатель, адвокат, публицист, общественный деятель, политик.
- Симович, Роман Аполлонович — украинский советский композитор